# 兒玉義則
児玉 義則（こだま よしのり　1967年（昭和42年））は、日本の実業家。株式会社スヴェンソン 代表取締役社長。

## 実業家として
1967年、東京都にて出生。1991年、明治大学を卒業。1991年、日産自動車株式会社入社。1994年4月、株式会社スヴェンソン入社。2015年10月1日より代表取締役社長に就任。

## 職歴
- 1991年 4月　明治大学卒業後、日産自動車株式会社　入社
- 1994年 4月　株式会社スヴェンソン 入社
- 2001年 6月　株式会社スヴェンソン 取締役就任
- 2003年10月  株式会社スヴェンソン 専務取締役就任
- 2010年 8月　ヤマト卓球株式会社（現 株式会社VICTAS）　取締役就任
- 2014年 4月　株式会社スヴェンソン 取締役副社長就任
- 2015年10月  株式会社スヴェンソン 代表取締役社長就任
- 2017年 4月  ヤマト卓球株式会社（現 株式会社VICTAS） 代表取締役社長就任[1][2]
- 2018年 4月  株式会社スヴェンソンホールディングス 代表取締役社長CEO就任[3]

## 卓球での経歴
- 1985年　全国高校総体（インターハイ）団体戦優勝
- 1989年　全日本学生卓球選手権大会　シングルス 第3位
- 1989年　全日本大学対抗卓球選手権 団体戦優勝
- 1991年　全日本卓球選手権大会　シングルス 第7位